# 文達
文達共和國，通稱文達，是一個位於南非北部的班圖斯坦，其北部相當接近南非與津巴布韋的邊境，而在南部及東部則與另一個黑人家園加贊庫盧共有著一段漫長的邊界。現今，文達成為林波波省的一部分。文達是南非政府為說文達語的文達人所建立的“家園”。聯合國與國際社會均拒絕承認文達（或任何其他班圖斯坦）為一個獨立國家。

## 歷史
1973年2月1日，文達宣布實行自治，並於同年稍後時間舉行選舉。其後，文達又在1978年7月舉行進一步的選舉。1979年9月13日，文達領土被南非政府宣佈為獨立國家，其居民失去南非公民身份。與其他班圖斯坦一樣，國際社會亦同樣不承認其獨立性。
最初，文達屬於德蘭士瓦省內一系列的分散領土，有一個主要部分以及一塊主要飛地。其首都原本為西巴薩，但在1979年宣布“獨立”時遷都至索赫燕杜。在獨立之前，文達領土得以擴大，形成一個連續的領土，而土地總面積則為6,807平方公里。在1984年選舉中，執政的文達國民黨擊敗了反對黨文達獨立人民黨，維持其執政黨地位。
在1979年“獨立”時，文達的人口約為200,000人。馬迪姆博走廊使文達與鄰近的津巴布韋分隔開，而南非軍隊則通過該走廊來巡邏至北方的津巴布韋以及克留格爾國家公園附近的莫桑比克。
文達第一任總統為帕特里克·馬菲布，他同時亦是文達人的最高酋長；馬菲布出生並居住於德蘭士瓦省的迪扎納尼（位於今林波波省）。他的繼任者奧里富納·恩多在1990年由文達防衛軍發動的軍事政變中被推翻，之後文達由民族團結委員會統治。1991年，文達申請成為南非的一部分。1994年4月27日，文達重新併入南非。

## 地理
文達為當時的德蘭士瓦省的一塊飛地，由兩個位於南非東北部低地草原的地區所組成。文達的主要部分靠近南非與津巴布韋及莫桑比克的邊界的三角形地區，但並沒有與這些國家接壤。主要部分領土的南部與加贊庫盧“家園”接壤，而西南部則與萊博瓦“家園”接壤。至於文達的較小部分則位於索特潘斯山脈西南部。兩塊領土之間為路易特里哈特市。
在1989年，520,000個文達人當中，有340,000人居住在“家園”內。根據其他數據，有718,207人住在文達裡（截至1990年）。

## 經濟
文達經濟在很大程度上依賴農業，直至20世紀80年代開始採集煤礦。大多數來自該地區的男性均為農民工，他們的工資大約佔家庭收入的40%。索赫燕杜週邊地區為亞熱帶水果種植區，種有香蕉、煙草、玉米、咖啡以及茶葉。1989年，文達國內生產總值為68,820,000蘭特。此外，文達還發行了許多郵票。
賭場是文達的額外收入。由於文達在名義上為獨立國家，這使得文達可以不受國民黨政府訂立的賭博禁令所影響，並在20世紀80年代初建立了一個賭場，該賭場主要由英國工人興建。在當時的南非，賭博是屬於非法的。

## 教育
1982年，文達大學創立，成為文達人的高等教育機構。

## 军事
文达防卫军成立于1982年9月，由南非国防军第112营和文达国民军的军事部门组成，而文达国民军本身也是在1979年9月文达本土脱离南非独立时成立的。

### 起源
文达国家武装力量于1979年文达独立时成立，包括国防和其他服务，如警察和监狱。奇怪的是，交通警察是这支国家武装力量的一部分，但到 1981年，它被移交给司法部。然而，消防队仍然是文达国家武装力量的一部分，尽管有计划将其移交给文职政府。

### 演变
加布里埃尔·拉穆什瓦纳 (Gabriel Ramushwana)上校被任命为委员会主席、国防部长和国家情报部长，并担任文达安全警察局的第二把手，随后被国家总统帕特里克·姆菲普 (Patrick Mphephu)调任担任总参谋长，目标是最终继任总参谋长。

### 军事建制
1982年9月27日，南非国防军正式脱离国家军队，当时南非国防军的112营（来自索特潘斯堡军区的一部分，位于文达领土之外）被解散，并在马内努重新组建为文达营。当时，该营由三个连队组成，从各方面来说都是一个轻型步兵营。二文达营成立于 1985/86年左右，最初驻扎在临时营地，直到 1986/1987年。VDF 还拥有一个小型航空联队，该联队由轻型直升机（ MBB/Kawasaki BK 117和Aérospatiale Alouette III）和固定翼飞机（CASA C-212 Aviocar和Cessna Citation II ）组成。

### 政变
1990年4月5日发生了一场不流血政变，当时的拉穆什瓦纳上校正在比勒陀利亚参加南非国防军陆军参谋课程。在此之前，南非国防军总司令是借调的南非国防军军官斯廷坎普准将，拉穆什瓦纳是他的参谋长。拉维尔总统是总司令，并由安全理事会提供建议。

### 后果
政变后，拉穆什瓦纳成为 VDF 首脑兼民族团结委员会主席。成立了安全工作委员会来取代安全委员会。SEWOCOM 包括：
准将的拉姆什瓦纳担任主席，
弗吉尼亚国防军参谋长 W. Swanepoel 上校
高级情报参谋穆萨姆比中校
高级作战参谋、Vermeulen 中校
警察局长帕斯瓦纳上校
文达国家情报局局长，
总检察长 Moosa Batlivala 和
另外两名民族团结委员会成员。
该委员会负责处理文达所有与安全有关的问题，包括政府质量，因为政变是在广泛存在腐败和管理不善的指控之后发生的。

### 解散
1994年，随着南非种族隔离时代的结束，原班图斯坦国防军被纳入新成立的南非国防军。

### 引用
1. 1 2  Sally Frankental; Owen Sichone. . ABC-CLIO. 2005-01-01: 187  [2013-09-18]. ISBN 978-1-57607-674-3. （原始内容存档于2013-12-12）.
2. ↑  . Statistics South Africa – Nesstar WebView.   [18 August 2013]. （原始内容存档于2016-06-19）.
3. 1 2 3  Lahiff, p. 55.
4. 1 2 3 4 5 6 7 8  . South African History Online. 16 March 2011  [2019-06-02]. （原始内容存档于2018-04-06）.
5. 1 2 3 4 5  Worldstatesman.com （页面存档备份，存于） has a chronology of Venda's transition to nominal independence and reintegration into South Africa.
6. 1 2 3  Elections in South Africa's Apartheid-Era Homelands "Bantustans" （页面存档备份，存于） African Elections Database
7. ↑  The Birth of a New Non-State (subscription required) （页面存档备份，存于）, in Time Magazine, 24 September 1979
8. ↑  "S. Africa Launches 'Independent Black State' of Venda," in The Washington Post, 13 September 1979.
9. 1 2  . Britannica. 20 July 1998  [2019-06-02]. （原始内容存档于2021-03-19）.
10. ↑  - Homeland Venda Philatelie-Lexikon （页面存档备份，存于）, abgerufen am 17. März 2010
11. ↑  University of Venda website 的存檔，存档日期4 July 2007.. Retrieved 28 June 2007.

### 來源
- Lahiff, E. (2000) An Apartheid Oasis?: Agriculture and Rural Livelihoods in Venda, Routledge. ISBN 0-7146-5137-0.

## 延伸閱讀
- Ulrich van der Heyden: The Fighting Tradition of the Venda People. In Sechaba. Official Organ of the ANC, Nr. 1, London 1986, S. 8–12.
- Ulrich van der Heyden: Der sozialökonomische Entwicklungsstand und die Stammesorganisation der Venda in Transvaal (Südafrika) am Vorabend ihrer kolonialen Unterjochung. In: Jahrbuch des Museums für Völkerkunde zu Leipzig, Bd. XXXVIII, Berlin 1989, S. 248–268.

## 外部連結
- Informationen zu Venda （页面存档备份，存于） （英文）